# Monika Kellerer
Monika Kellerer (geb. 1960 in Geisenfeld) ist eine deutsche Wissenschaftlerin, Fachärztin und Professorin für Innere Medizin. Sie ist auf dem Gebiet der Diabetesforschung tätig und war bis 2021 Präsidentin der Deutschen Diabetes Gesellschaft.
Kellerer absolvierte von 1977 bis 1980 eine Ausbildung zur Chemielaborantin, anschließend besuchte sie das Münchenkolleg.  Nach dem Erwerb des Abiturs auf dem Zweiten Bildungsweg studierte sie von 1983 bis 1990 Humanmedizin an der Ludwig-Maximilians-Universität in München. Ihre Promotion im Jahre 1992 trug den Titel „Die Bedeutung der Isofomen des Insulinrezeptors für die Tyrosinkinaseaktivität“. 
Im Jahr 1990 begann sie als Assistenzärztin unter der Leitung von Hellmut Mehnert an der dritten medizinischen Abteilung des Städtischen Krankenhauses München-Schwabing zu arbeiten. Von 1994 bis 1995 erhielt Kellerer ein Habilitationsstipendium von der Deutschen Forschungsgemeinschaft. Zudem absolvierte sie einen Gastaufenthalt am Joslin Diabetes Center, am New England Deaconess Hospital und an der Harvard Medical School in Boston. 
Bis 1998 arbeitete Kellerer als Assistenz- und Fachärztin (seit 1997) an der vierten Medizinischen Abteilung an der Universitätsklinik Tübingen unter der Leitung von Hans-Ulrich Häring.  Schließlich habilitierte sie im Fach Innere Medizin mit dem Thema „Modulation der Insulinsignalübertragung und ihre Bedeutung für die Pathogenese der Insulinresistenz“. Im Jahr 2000 absolvierte sie die Weiterqualifizierung zur Diabetologin (DDG) und erhielt die Schwerpunktanerkennung Endokrinologie. Bis 2002 arbeitete sie als Oberärztin an der vierten Medizinischen Abteilung der Tübinger Uniklinik.  
Im August 2002 wechselte Kellerer nach Stuttgart, wo sie seither als Ärztliche Direktorin an der Klinik für innere Medizin I am Marienhospital tätig ist. 

## Sonstige Aktivitäten
Monika Kellerer war von 2002 bis 2014 Schriftleiterin der Fachzeitschrift Diabetologie und Stoffwechsel (bis 2004 Diabetes und Stoffwechsel) und ist aktuell Beiratsmitglied der Fachzeitschrift Die Diabetologie (bis 2023 Der Diabetologe). Sie engagiert sich ehrenamtlich in der Deutschen Gesellschaft für Endokrinologie, der Amerikanischen Diabetesgesellschaft und der Europäischen Diabetesgesellschaft. Seit Studienzeiten ist Kellerer in der Deutschen Diabetes Gesellschaft (DDG) aktiv. Ab 2008 engagierte sie sich im Vorstand dieser Gesellschaft. Im Jahr 2009 übernahm sie die Leitlinienkoordination der DDG und wurde 2017 zur Vizepräsidentin gewählt. Von 2019 bis 2021 war Kellerer die Präsidentin der DDG. Im Jahr 2024 gehört Monika Kellerer als Präsidentin der Jury des Charity Award des Springer Medizin Verlags an, der besondere Leistungen in Ehrenamt und Forschung prämiert und auf der jährlichen Gala des Fachverlags verliehen wird.
Preise und Ehrungen
- 1992	Förderpreis der  DDG
- 1994	Habilitationsstipendium DFG
- 1997	Ferdinand-Bertram-Preis der DDG
- 1998	Heisenberg-Stipendium der DFG